# Mount Massam
Mount Massam ist ein wuchtiger, vereister und 2494 m hoher Berg in der antarktischen Ross Dependency. In den Churchill Mountains ragt er 13 km westlich des Mount Lindley auf.
Teilnehmer der von 1964 bis 1965 dauernden Kampagne im Rahmen der New Zealand Geological Survey Antarctic Expedition zur Erkundung der Holyoake Range, der Cobham Range und der Queen Elizabeth Range benannten den Berg nach David Graham Massam (1935–2004), einem Expeditionsteilnehmer.